# Trollsjön (Älgarås socken, Västergötland)
Trollsjön är en sjö i Töreboda kommun i Västergötland och ingår i Göta älvs huvudavrinningsområde. Vid provfiske har abborre och gädda fångats i sjön.